# Hoplitis premordica
Hoplitis premordica är en biart som beskrevs av Griswold 1998. Hoplitis premordica ingår i släktet gnagbin, och familjen buksamlarbin. Inga underarter finns listade i Catalogue of Life.